# 廚具
廚具又稱廚房用具，是指用于准备食物或供应食物的用具、电器、餐具和炊具。厨房用具也可以用来在烹饪之前或之后保存或储存食物。